# Achille Paroche
Nicolas Achille Paroche (ur. 1 marca 1868 w Sery, zm. 27 maja 1933 w Signy-l’Abbaye) – francuski strzelec,  pięciokrotny medalista olimpijski, multimedalista mistrzostw świata.
Był kapitanem armii francuskiej.
Paroche wystąpił w 17 konkurencjach na dwóch igrzyskach olimpijskich (IO 1900, IO 1920). Cztery medale wywalczył na igrzyskach w 1900 roku, w tym jedno złoto (karabin dowolny leżąc z 300 m), dwa srebra (pistolet dowolny z 50 m – zarówno indywidualnie i drużynowo) i jeden brąz (karabin dowolny w trzech postawach z 300 m drużynowo). 20 lat później w Antwerpii zdobył tytuł wicemistrza olimpijskiego w karabinie wojskowym leżąc z 300 m drużynowo.
Paroche jest 31-krotnym medalistą mistrzostw świata. W dorobku ma 6 złotych, 16 srebrnych i 9 brązowych medali

## Wyniki

### Igrzyska olimpijskie
| Igrzyska       | Konkurencja                                     | Wynik                                         | Miejsce | Źródło |
| -------------- | ----------------------------------------------- | --------------------------------------------- | ------- | ------ |
| Paryż 1900     | Karabin dowolny, trzy postawy, 300 m            | 887 pkt. (332–287–268)                        | 7       | [ 7 ]  |
| Paryż 1900     | Karabin dowolny, trzy postawy, 300 m, drużynowo | 4278 pkt.(druż.) 887 pkt. ind. (332–287–268)  |         | [ 4 ]  |
| Paryż 1900     | Karabin dowolny leżąc, 300 m                    | 332 pkt.                                      |         | [ 1 ]  |
| Paryż 1900     | Karabin dowolny klęcząc, 300 m                  | 287 pkt.                                      | 16      | [ 8 ]  |
| Paryż 1900     | Karabin dowolny stojąc, 300 m                   | 268 pkt.                                      | 19      | [ 9 ]  |
| Paryż 1900     | Pistolet dowolny, 50 m                          | 466 pkt.                                      |         | [ 2 ]  |
| Paryż 1900     | Pistolet dowolny, 50 m, drużynowo               | 2203 pkt. (druż.) 466 pkt. (ind.)             |         | [ 3 ]  |
| Antwerpia 1920 | Karabin dowolny, trzy postawy, 300 m            | 929 pkt. (339–261–329)                        | ?       | [ 10 ] |
| Antwerpia 1920 | Karabin dowolny, trzy postawy, 300 m, drużynowo | 4487 pkt. (druż.) 929 pkt. ind. (339–261–329) | 7       | [ 11 ] |
| Antwerpia 1920 | Karabin wojskowy leżąc, 300 m                   | 59 pkt.                                       | 5       | [ 12 ] |
| Antwerpia 1920 | Karabin wojskowy leżąc, 300 m, drużynowo        | 283 pkt. (druż.)                              |         | [ 5 ]  |
| Antwerpia 1920 | Karabin wojskowy stojąc, 300 m                  | NO                                            | NO      | [ 13 ] |
| Antwerpia 1920 | Karabin wojskowy stojąc, 300 m, drużynowo       | 249 pkt. (druż.)                              | 5       | [ 14 ] |
| Antwerpia 1920 | Karabin wojskowy leżąc, 600 m, drużynowo        | 280 pkt. (druż.)                              | 5       | [ 15 ] |
| Antwerpia 1920 | Karabin wojskowy leżąc, 300 i 600 m, drużynowo  | 563 pkt. (druż.)                              | 4       | [ 16 ] |
| Antwerpia 1920 | Karabin małokalibrowy stojąc, 50 m              | NO                                            | NO      | [ 17 ] |
| Antwerpia 1920 | Karabin małokalibrowy stojąc, 50 m, drużynowo   | 1847 pkt. (druż.)                             | 5       | [ 18 ] |

### Medale mistrzostw świata
Opracowano na podstawie materiałów źródłowych:
| Mistrzostwa     | Konkurencja                                     | Wynik                             | Miejsce |
| --------------- | ----------------------------------------------- | --------------------------------- | ------- |
| Turyn 1898      | Karabin dowolny, trzy postawy, 300 m            | 936 pkt.                          |         |
| Turyn 1898      | Karabin dowolny, trzy postawy, 300 m, drużynowo | 4447 pkt. (druż.)                 |         |
| Turyn 1898      | Karabin dowolny stojąc, 300 m                   | 298 pkt.                          |         |
| Turyn 1898      | Karabin dowolny leżąc, 300 m                    | 317 pkt.                          |         |
| Turyn 1898      | Karabin dowolny klęcząc, 300 m                  | 321 pkt.                          |         |
| Loosduinen 1899 | Karabin dowolny, trzy postawy, 300 m, drużynowo | 4404 pkt. (druż.)                 |         |
| Paryż 1900      | Karabin dowolny leżąc, 300 m                    | 332 pkt.                          |         |
| Paryż 1900      | Pistolet dowolny, 50 m                          | 466 pkt.                          |         |
| Paryż 1900      | Pistolet dowolny, 50 m, drużynowo               | 2203 pkt. (druż.) 466 pkt. (ind.) |         |
| Paryż 1900      | Karabin dowolny, trzy postawy, 300 m, drużynowo | 4278 pkt. (druż.) 887 pkt. (ind.) |         |
| Lucerna 1901    | Pistolet dowolny, 50 m, drużynowo               | 2082 pkt. (druż.)                 |         |
| Lucerna 1901    | Karabin dowolny leżąc, 300 m                    | 337 pkt.                          |         |
| Lucerna 1901    | Karabin dowolny, trzy postawy, 300 m, drużynowo | 4386 pkt. (druż.)                 |         |
| Rzym 1902       | Karabin dowolny, trzy postawy, 300 m, drużynowo | 4285 pkt. (druż.)                 |         |
| Lyon 1904       | Karabin dowolny leżąc, 300 m                    | 334 pkt.                          |         |
| Lyon 1904       | Karabin dowolny, trzy postawy, 300 m, drużynowo | 4422 pkt. (druż.)                 |         |
| Bruksela 1905   | Karabin dowolny, trzy postawy, 300 m, drużynowo | 4548 pkt. (druż.)                 |         |
| Mediolan 1906   | Karabin dowolny, trzy postawy, 300 m, drużynowo | 4548 pkt. (druż.)                 |         |
| Zurych 1907     | Karabin dowolny, trzy postawy, 300 m, drużynowo | 4651 pkt. (druż.)                 |         |
| Wiedeń 1908     | Karabin dowolny leżąc, 300 m                    | 336 pkt.                          |         |
| Wiedeń 1908     | Karabin dowolny, trzy postawy, 300 m, drużynowo | 4580 pkt. (druż.)                 |         |
| Hamburg 1909    | Karabin dowolny, trzy postawy, 300 m            | 987 pkt.                          |         |
| Hamburg 1909    | Karabin dowolny, trzy postawy, 300 m, drużynowo | 4838 pkt. (druż.)                 |         |
| Hamburg 1909    | Karabin dowolny leżąc, 300 m                    | 347 pkt.                          |         |
| Loosduinen 1910 | Karabin dowolny leżąc, 300 m                    | 352 pkt.                          |         |
| Loosduinen 1910 | Karabin dowolny, trzy postawy, 300 m, drużynowo | 4844 pkt. (druż.)                 |         |
| Rzym 1911       | Karabin dowolny, trzy postawy, 300 m, drużynowo | 4705 pkt. (druż.)                 |         |
| Camp Perry 1913 | Karabin dowolny leżąc, 300 m                    | 358 pkt.                          |         |
| Camp Perry 1913 | Karabin dowolny, trzy postawy, 300 m, drużynowo | 4767 pkt. (druż.)                 |         |
| Viborg 1914     | Karabin dowolny, trzy postawy, 300 m, drużynowo | 4902 pkt. (druż.)                 |         |
| Lyon 1921       | Karabin wojskowy stojąc, 300 m                  | 152 pkt.                          |         |